# Digital Extremes
Digital Extremes là hãng phát triển trò chơi trực tuyến máy tính của Canada được thành lập vào năm 1993 bởi James Schmalz, đặt trụ sở tại London, Ontario. Vào năm 2014, 61% công ty đã được bán cho công ty cổ phần Multi Dynamic của Trung Quốc, hiện tại là Leyou, với giá 73 triệu USD. Chủ tịch Michael Schmalz và hai cộng sự giữ lại 39% Digital Extremes và sẽ tiếp tục điều hành nó.